# Diana Haynes
Pour les articles homonymes, voir Haynes.
Diana Haynes, née le 10 mars 1982 à Johannesbourg sous le nom de Diana Argyle, est une joueuse professionnelle de squash représentant l'Afrique du Sud.
Elle remporte le titre de championne d'Afrique du Sud en 2012.

## Palmarès

### Victoires
- Championnats d'Afrique du Sud : 2012